# Šipan
Šipan (italienska: Giuppana) är en ö i Adriatiska havet. Ön tillhör Kroatien och har en yta på 16,22 km2. Dess högsta topp Velji vrh når 243 m ö.h. Šipan ligger 17 km nordväst om Dubrovnik i södra Kroatien och är den största ön bland Elafiterna. Befolkningen uppgår till 436 invånare (2001).

## Orter
Ön har två orter:
- Šipanska Luka har 237 invånare (2001)[2] och ligger på öns västra sida.
- Suđurađ har 199 invånare (2001)[2] och ligger på öns sydöstra sida.

## Historia
Ön kom tidigt att tillhöra republiken Dubrovnik och under 1500-talet uppförde flera förnäma adelsfamiljer från Dubrovnik, däribland familjen Sorkočević, sina sommarbostäder på ön.

## Arkitektur och kulturarv
- På en höjd ovanför Šipanska Luka finns Furstepalatset (Knežev dvor) som uppfördes 1450 i gotisk stil.[3]
- I församlingskyrkan Heliga Stefan (Sveti Stjepan) finns målningen Jungfrun med barnet från 1400-talet av den venetianska målaren Panteleone.[3]
- I Suđurađ finns ett borgliknande sommarresidens uppfört under 1500-talet i renässansstil. Sommarbostaden är ett kulturminnesmärkt byggnadskomplex som tillhörde adelsfamiljen Stjepović-Skočibuha. I byggnadskomplexet ingår utöver sommarbostaden ett kapell samt två torn som skyddade residenset från pirater.

## Transporter och kommunikationer
Šipan är förbunden med fastlandet via färjeförbindelsen Dubrovnik-Lopud-Suđurađ och båtlinjen Dubrovnik-Koločep-Lopud-Suđurađ.  
Öns två orter är förbundna via den 5,2 km vägen D122.